# Johann Christoph Heilbronner

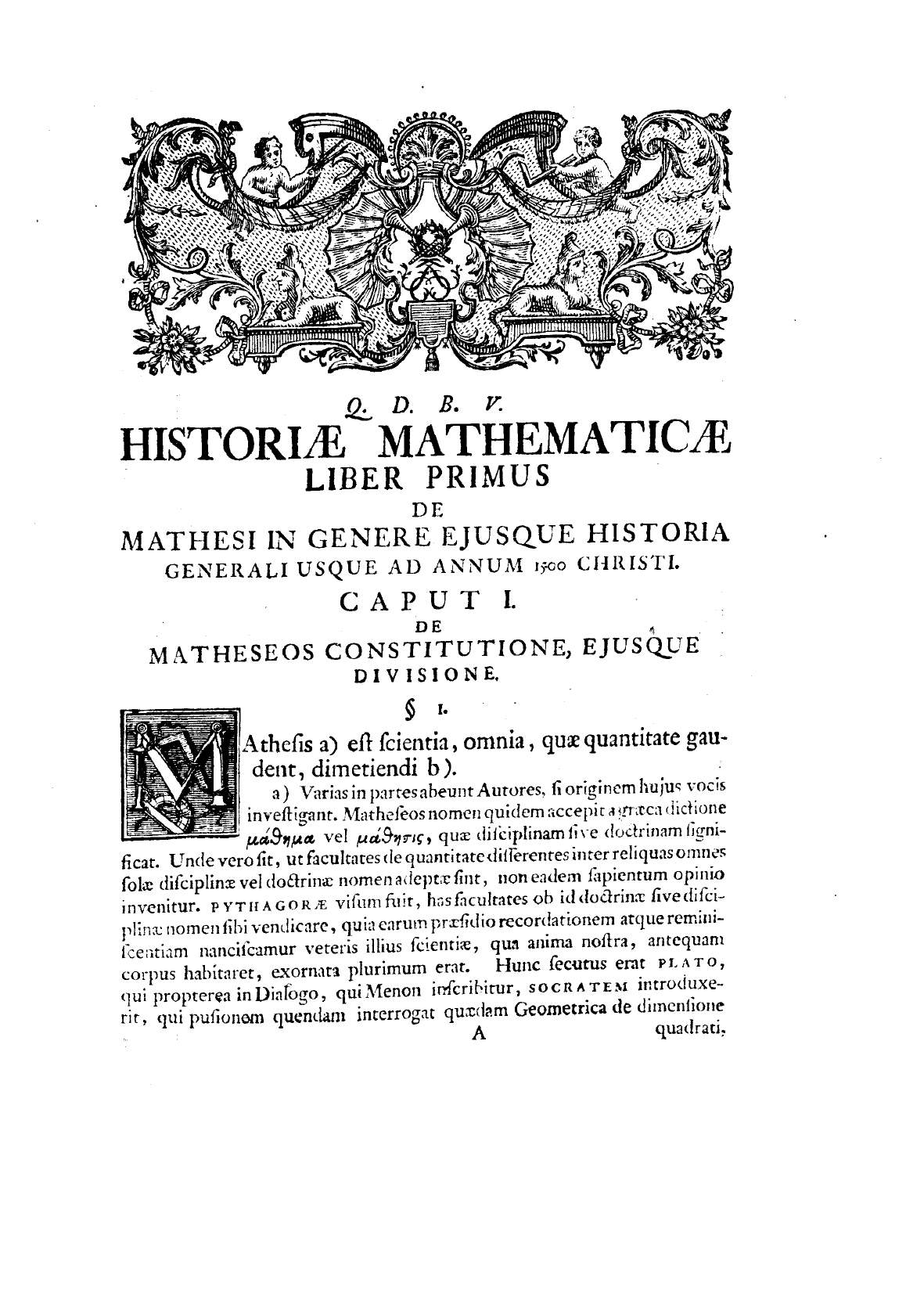
Historia matheseos universae, 1742

Johann Christoph Heilbronner (1706 – 1745) è stato un matematico e teologo tedesco. Potrebbe essere stato il primo a usare il termine "storia della matematica" (Historia matheseos).

## Opere
- (LA) Johann Christoph Heilbronner, Historia matheseos universae, Lipsiae, Johann Friedrich Gleditsch, 1742. URL consultato il 13 giugno 2015.